# ブルガリア人民同盟
ブルガリア人民同盟（ブルガリアじんみんどうめい、ブルガリア語: Български народен съюз、Balgarski Naroden Sajuz、英語: Bulgarian People's Union）は、かつて存在したブルガリアの中道右派政党による選挙ブロック（政治ブロック、政党連合）。
ブルガリア農民人民同盟・人民同盟、内部マケドニア革命組織・ブルガリア国民運動、自由民主同盟から構成された。2005年の国民議会選挙において、得票率5.7パーセントで13議席を獲得したが、2006年に入ると代表のステファン・ソフィヤンスキが関与する汚職事件が露見。急激に支持率を落とし、同年中に解散した。